# Casumo
Casumo（カスモ）は オンラインカジノとスポーツブックを提供しているモバイルゲーミング運営会社である。ビデオスロット、ジャックポットゲーム、テーブルゲーム、ライブカジノ、スポーツベッティングを提供している。本社はマルタ共和国スウィーイーにあり、バルセロナとジブラルタルに支社がある。

## 来歴
2012年10月　マルタゲーミング局からの認可を受けマルタで設立
2013年6月 モバイルサイト運営開始
2015年9月 イギリス賭博委員会からの認可を受け、イギリスマーケット参入
2016年3月 iOS向けアプリ運営開始
2017年3月 バルセロナオフィス開設
2018年3月　スウェーデンのギャンブル規制当局であるSpelinspektionen運営ライセンスの認可を受け、同マーケット参入
2018年3月、スポーツベッティングサプライヤーKambiと契約。
2019年4月　デンマーク当局から５年間の運営ライセンスを受け、同マーケット参入
2019年11月 イギリスにてスポーツブック運営開始
2020年2月 日本マーケット参入

## スポンサーシップ
カスモはe-スポーツチームであるPlanet Oddとe-スポーツやメジャーなイベントが開催されるイギリスロンドン近郊のウェンブリー・アリーナにスポンサーシップを提供している。
2019年6月28日、カスモはイングランドのフットボールチーム、レディングFCへの２年間のスポンサーシップ契約の締結を発表した。

## 受賞歴
1. 2013 eGaming Review (EGR) Awards: Rising Star
2. 2014 eGaming Review (EGR Awards: Innovation in Casino[5]
3. 2015 eGaming Review (EGR) Awards: Innovation in Casino
4. 2015 eGaming Review (EGR) Awards: Mobile Casino Product of the Year
5. 2016 eGaming Review (EGR) Nordic Awards: In-House Innovation[6]
6. 2016 eGaming Review (EGR) Nordic Awards: Marketing Campaign[7]
7. 2017 eGaming Review (EGR) Awards: Affiliate Program[8]
8. 2017 eGaming Review (EGR) Nordic Awards: Mobile Operator[9]
9. 2018 eGaming Review (EGR) Nordic Awards: Mobile Operator[10]
10. 2019 International Gaming (IGA) Awards: Online Casino Operator[11]